# Anthony Carrigan

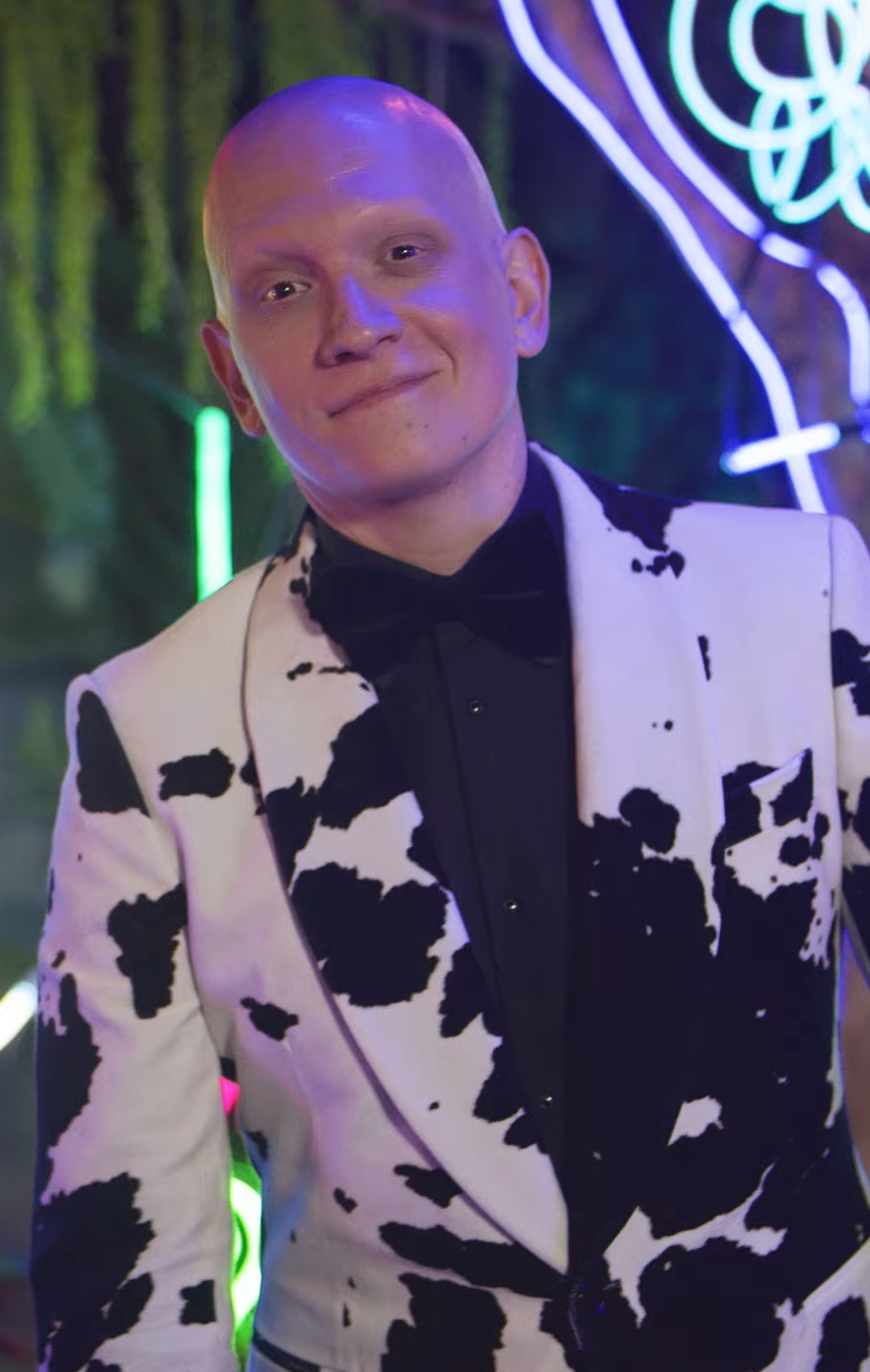
Anthony Carrigan (2024)

Anthony Carrigan (* 2. Januar 1983 in Boston, Massachusetts) ist ein US-amerikanischer Schauspieler. Bekanntheit erlangte er vor allem durch seine Rolle als Victor Zsasz aus der Serie Gotham und als NoHo Hank aus der Serie Barry. Letztere brachte ihm 2019 eine Nominierung für einen Emmy ein.

## Leben und Karriere
Anthony Carrigan stammt aus Boston. Im Alter von drei Jahren wurde bei ihm Alopecia areata, eine Autoimmunerkrankung, die lokal begrenzt kreisförmigen Haarausfall zur Folge hat, diagnostiziert. Lange Zeit schämte er sich dafür und versuchte die kahlen Stellen zu verstecken, auch zu Beginn seiner Schauspielkarriere. 2008 übernahm er seine erste Rolle vor der Kamera mit einem Gastauftritt in Criminal Intent – Verbrechen im Visier. Mit Fortschreiten seiner Krankheit fiel ihm bald mehr Haar aus. 2009 wurde er in der Rolle des Tyler Davies in der Serie The Forgotten – Die Wahrheit stirbt nie in einer wiederkehrenden Rolle besetzt. Während der Dreharbeiten trug er unechte Augenbrauen, da ihm damals die echten ebenso wie die Wimpern ebenfalls ausgefallen waren. Inzwischen steht er zu seiner Erkrankung und nimmt seine Erscheinung als positiv wahr, da er damit für bestimmte Rollenprofile, vor allem Antagonistenrollen, besonders in Frage kommt.
Nach The Forgotten übernahm er auch in Parenthood eine wiederkehrende Rolle. Nach Gastauftritten in The Blacklist und The Flash wurde Carrigan 2014 in der Rolle des Victor Zsasz in der Serie Gotham besetzt, die er bis 2019 spielte. 2018 übernahm er als NoHo Hank eine Hauptrolle in der Serie Barry. 2019 wurde er für seine darstellerische Leistung für einen Emmy in der Kategorie Bester Nebendarsteller – Comedyserie nominiert.

## Persönliches
Carrigan ist seit 2018 mit der Schachspielerin Gia Olimp verheiratet, die er an einer New Yorker U-Bahn-Station kennenlernte.

## Filmografie (Auswahl)
- 2008: Criminal Intent – Verbrechen im Visier (Criminal Intent, Fernsehserie, Episode 7x19)
- 2008: Long Island Confidential (Fernsehfilm)
- 2009: The Undying
- 2009–2010: The Forgotten – Die Wahrheit stirbt nie (The Forgotten, Fernsehserie, 17 Episoden)
- 2011: Parenthood (Fernsehserie, 5 Episoden)
- 2012: Hand of God (Fernsehfilm)
- 2013: Over/Under (Fernsehfilm)
- 2014–2015: The Flash (Fernsehserie, 2 Episoden)
- 2014–2019: Gotham (Fernsehserie, 20 Episoden)
- 2016: The Blacklist (Fernsehserie, Episode 3x12)
- 2016: Satanic
- 2018: Hard Sun (Miniserie, Episode 1x06)
- 2018–2023: Barry (Fernsehserie, 32 Folgen)
- 2019: The Toll Road (Kurzfilm)
- 2020: Bill & Ted retten das Universum (Bill & Ted Face the Music)
- 2021: Fatherhood
- 2022: Hill Hikers
- 2024: McVeigh
- 2025: Death of a Unicorn
- 2025: Superman

## Auszeichnungen und Nominierungen (Auswahl)
Primetime Emmy Award
- 2019: Nominierung als Bester Nebendarsteller in einer Comedyserie für Barry
- 2022: Nominierung als Bester Nebendarsteller in einer Comedyserie für Barry
- 2023: Nominierung als Bester Nebendarsteller in einer Comedyserie für Barry

Screen Actors Guild Award
- 2019: Nominierung für das Beste Schauspielensemble in einer Comedyserie für Barry